# Vrhovine
Vrhovine es un municipio de Croacia en el condado de Lika-Senj.

## Geografía
Se encuentra a una altitud de 734 m s. n. m. a 179 km de la capital nacional, Zagreb.

## Demografía
En el censo 2011 el total de población del municipio fue de 1 381 habitantes, distribuidos en las siguientes localidades:
- Donji Babin Potok - 116
- Gornje Vrhovine - 300
- Gornji Babin Potok -  104
- Rudopolje - 66
- Turjanski - 110
- Vrhovine - 465
- Zalužnica - 220

| Gráfica de población de Vrhovine 1857-2011                          |
|                                                                     |
| Según los censos de población de la oficina estadística de Croacia. |